# Lech (sterowiec)

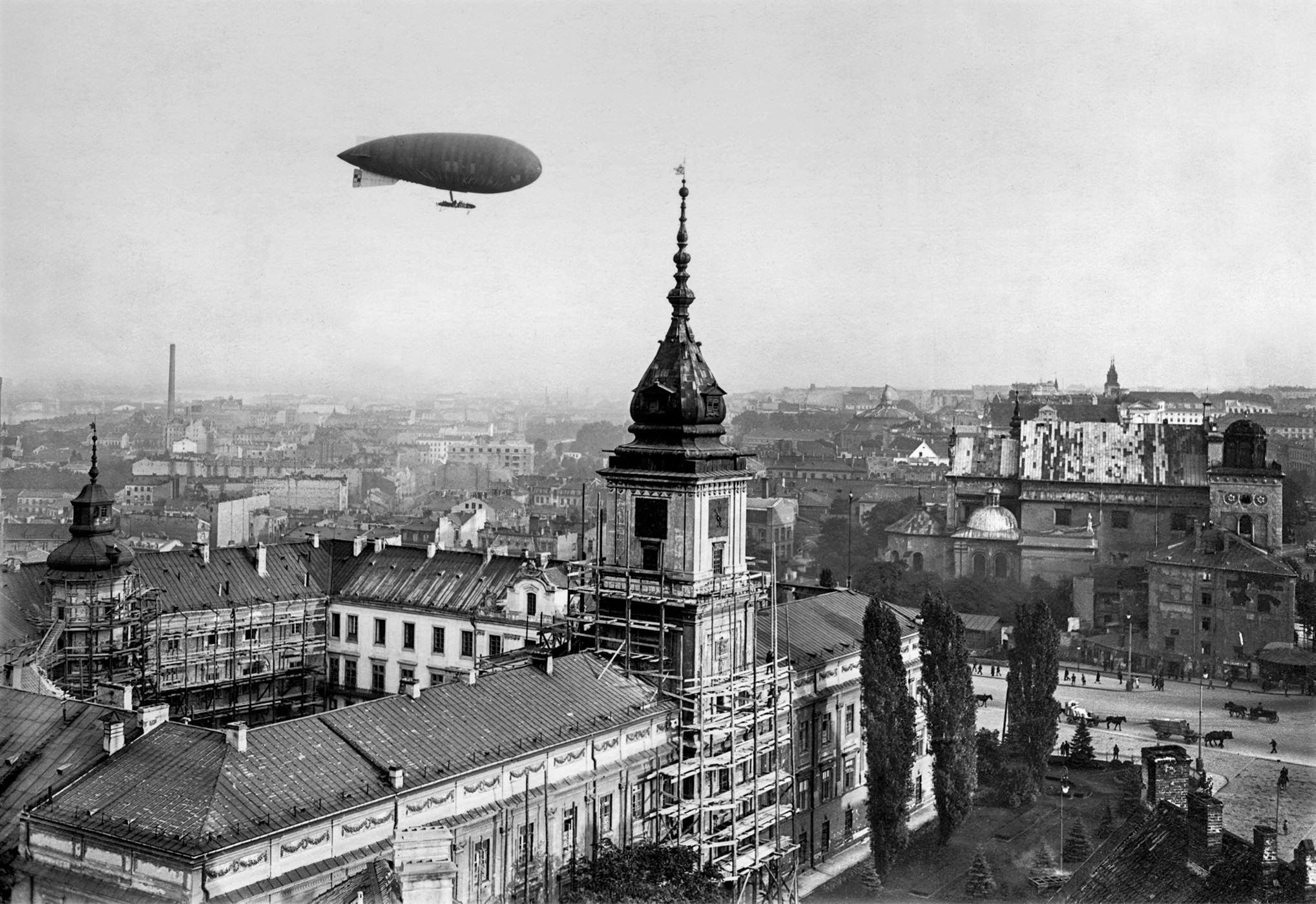
„Lech” nad Warszawą (1926)

Lech – pierwszy polski sterowiec w służbie Wojsk Aeronautycznych II RP.
W 1921 został zakupiony we Francji z demobilu sterowiec ciśnieniowy „Zodiac VZ-11” klasy Vedette. We francuskiej marynarce wojennej był używany do wykonywania lotów patrolowych, eskortowania konwojów i wykrywania okrętów podwodnych. Przewieziono go do Gdańska, skąd w marcu 1922 przetransportowano go do portu sterowcowego w Toruniu, tam zmontowano i włączono do służby w Szkolnym Batalionie Sterowcowym Oficerskiej Szkoły Aeronautycznej. W 1924, po rozformowaniu szkoły, sterowiec przejęty został przez 1 batalion balonowy w Toruniu. Pierwszym komendantem sterowca „Lech” był porucznik Sławomir Bilek. Największą po Bileku liczbę godzin na „Lechu” wylatał kpt. pil. ster. Kazimierz Kraczkiewicz. Na wiosnę 1928, po wykonaniu ostatniego lotu, sterowiec poszedł do kasacji.
Dane:
- typ: ciśnieniowy (bezszkieletowy, miękki) Zodiac VZ-11
- pojemność: 3150 m³
- długość: 50 m
- średnica: 12 m
- prędkość: 80 km/h
- zasięg: 800 km
- pułap: 3000 m
- załoga: do 6 osób
- eksploatowany w Polsce: 1922–1928
- miejsce stacjonowania: hala sterowcowa w Toruniu